# Missió d'Observació de les Nacions Unides a Libèria
La Missió d'Observadors de les Nacions Unides a Libèria (UNOMIL) va ser una missió de manteniment de la pau de les Nacions Unides a Libèria. Va ser establerta en la Resolució 866 del Consell de Seguretat de les Nacions Unides (1993) i amb seu a la capital Monròvia.
UNOMIL va ser creada com a part de l'Acord de Cotonou per donar suport als esforços de la Comunitat Econòmica dels Estats d'Àfrica Occidental (CEDEAO) a Libèria durant la Primera Guerra Civil liberiana (1989-1996). El seu mandat inicial era supervisar l'aplicació dels acords de pau entre les parts liberianes, investigar violacions de l'alto el foc, ajudar en el manteniment dels llocs de reunió i desmobilització de combatents, facilitar assistència humanitària, investigar violacions dels drets humans i monitorar el procés electoral. Durant el seu mandat, la UNOMIL va dur a terme el treball logístic mentre el Grup de Seguiment de la Comunitat Econòmica dels Estats d'Àfrica Occidental proporcionava seguretat i va dur a terme campanyes d'informació pública amb l'objectiu d'educar els votants.
Va ser substituïda per la Missió de les Nacions Unides a Libèria, establerta al setembre de 2003.